# Waldemar Edman

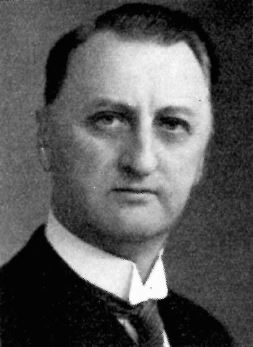
Waldemar Edman.

Karl Waldemar Edman, född 14 september 1886 i Fredrika församling, Västerbottens län, död 22 april 1951 i Ljusne församling, Gävleborgs län, var en svensk läkare.

## Biografi
Edman, som var son till en hemmansägare, avlade studentexamen i Umeå 1907, medicine kandidat 1911 vid Karolinska institutet i Stockholm och medicine licentiat 1915 vid Uppsala universitet. Han var andre amanuens vid Serafimerlasarettets kirurgiska klinik 1914, biträdande läkare vid Uppsala epidemisjukhus 1915–1916, förste underläkare vid Jönköpings lasarett 1916–1918 och därunder t.f. överläkare tillsammans åtta månader. Han blev extra provinsialläkare i Ljusne distrikt och läkare vid Ljusne sjukstuga 1918 och provinsialläkare där 1944. Han var fältläkarstipendiat 1914–1916, extra bataljonsläkare vid Fältläkarkåren 1916–1918 och bataljonsläkare vid Smålands artilleriregemente 1918. Han var besiktningsman vid Ljusne, Nyhamns och Vallviks hamnar samt ledamot av barnavårdsnämnden i Söderala landskommun.

## Ljusne sjukhus
Då Axel Warberg 1918 avgick som extra provinsialläkare beslutade sig verkställande direktören vid Ljusne-Woxna AB, Harry von Eckermann, att ytterligare förbättra sjukvården i Ljusne genom att anställa en kirurg på posten, utöka sjukstugan från sex till tolv sängar och att inrätta en operationsavdelning. Detta vann bifall från Walther von Hallwyl och övriga familjeintressenter och Edman rekryterades som föreståndare för det nya sjukhuset och som sakkunnig vid dess uppförande. Detta kom dock ej till utförande eftersom aktiemajoriteten i bolaget 1919 såldes till en grupp finansinstitut i Stockholm.
Efter att von Eckermann 1920 övertagit en mindre del av det gamla bolaget genom köp från finanskonsortiet, vari även ingick Ljusneverkens område med undantag av vissa skogskomplex, vilka tillföll Bergvik och Ala Nya AB, och vilket köp senare överfördes på ett nytt bolag, togs frågan upp på nytt. I väntan på dess lösning hade av von Eckermann den gamla sjukstugan omändrats genom sammanslagning med tuberkulospaviljongen så att 13 sängplatser erhållits och ett nytt instrumentarium av honom anskaffats, varigenom ett fullständigt operationsrum kunde inredas. Då dels tuberkulosen i Ljusne kraftigt gått tillbaka, dels länets nya tuberkulossjukhus i Mohed var fullbordat, nedlades samtidigt sanatoriet i Mörsil och tuberkulospaviljongen i Ljusne.
Efter en lång rad turer kunde verksamheten 1924 flytta in i en ny sjukhusbyggnad med 24 vårdplatser, vilken uppförts som nödhjälpsarbete efter ritningar av arkitekten Arre Essén. Verksamheten bekostades AB Ljusne-Woxna AB med ekonomiskt stöd av Gävleborgs läns landsting. Landstingets intresse var dock svalt; i synnerhet efter att kommunikationerna förbättrats var man inte intresserade av att driva ytterligare ett förhållandevis stort sjukhus i närheten av Söderhamns lasarett. År 1926 övertogs även Ljusne-Woxna AB av Ströms Bruks AB, vilket innebar att von Eckermann tvingades att både avgå dock verkställande direktör och lämna ledningen för sjukhuset.